# پارک ملی اویو قدیمی
پارک ملی اویو قدیمی (به لاتین: Old Oyo National Park) یک پارک ملی در نیجریه است که در ایالت اویو واقع شده‌است.

## میراث جهانی
این پارک در فهرست میراث جهانی یونسکو ثبت شده است.